# Humoreski z teki Worszyłły
Humoreski z teki Worszyłły – zbiór nowel Henryka Sienkiewicza, składający się z dwóch utworów zatytułowanych Nikt nie jest prorokiem między swymi oraz Dwie drogi. Humoreski... ukazały się po raz pierwszy w 1872. Uchodzą za klasyczny przykład piśmiennictwa tendencyjnego. Sam autor wstydził się później tego dzieła i nie chciał nawet go włączyć do zbiorowej edycji swoich Pism. Wznowienie tej noweli ukazało się w 1901.